# Geodia eosaster
Espèce
Synonymes
Cydonium eosaster Sollas, 1888
Geodia eosaster est une espèce d'éponges de la famille des Geodiidae, présente dans la mer de Tasman.

## Taxonomie
L'espèce est décrite par William Johnson Sollas en 1888 sous le nom de Cydonium eosaster.

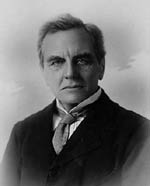
William Johnson Sollas

La localité type se situe près de Port Jackson, le port naturel de Sydney en Australie.

## Description

Description de Cydonium eosaster (Geodia eosaster) par Sollas en 1888.
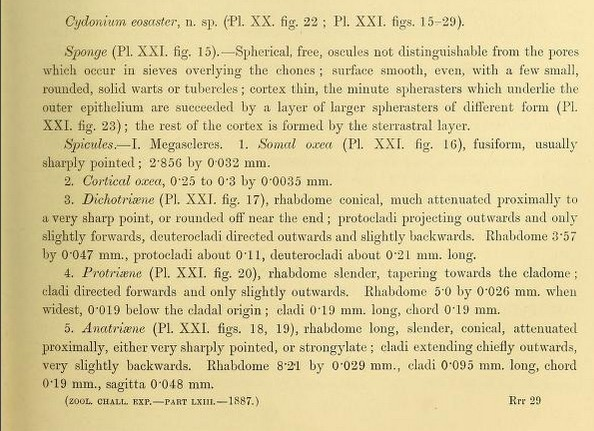
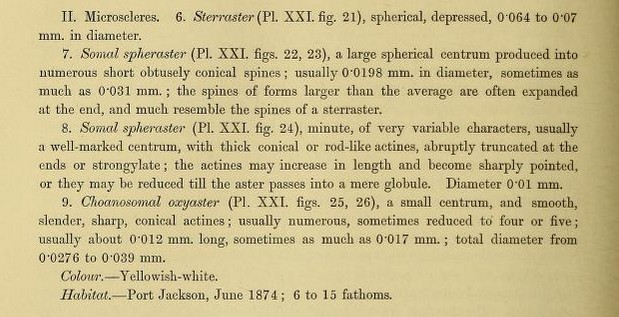
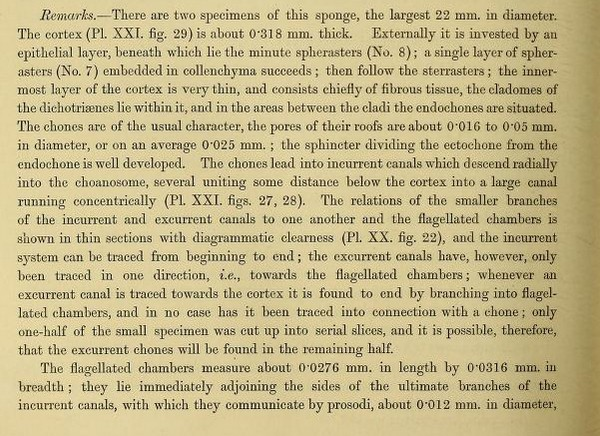
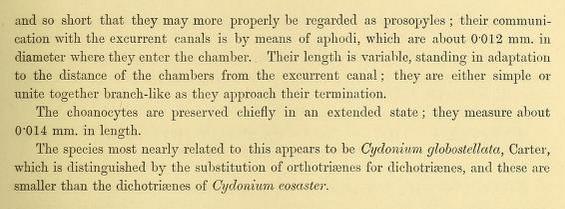